# Úřadující prezident Spojených států amerických
Úřadující prezident Spojených států (anglicky: Acting President of the United States) je osoba, která dočasně vykonává pravomoci a povinnosti prezidenta Spojených států amerických, nicméně sama se nestává prezidentem.

## Právní zakotvení
Ústava a zákony zavádí prezidentskou linii nástupnictví, tedy pořadí, podle kterého mohou být vrcholní funkcionáři federální vlády Spojených států povoláni, aby převzali prezidentské povinnosti, pokud se prezident stane nezpůsobilým, zemře, odstoupí nebo je zbaven úřadu. Rovněž se vztahuje na případy, kdy prezident nebyl zvolen do dne inaugurace. Prezidentská posloupnost je několikrát zmiňována v ústavě USA – v článku II, oddílu 1, klauzuli 6, stejně jako v dvacátém a dvacátém pátém dodatku. Současný zákon o nástupnictví prezidenta byl přijat v roce 1947 a naposledy revidován v roce 2006. K dnešnímu dni tři viceprezidenti – George H. W. Bush (jednou), Dick Cheney (dvakrát) a Kamala Harrisová (jednou) – působili jako úřadující prezident. Nikdo nižší v prezidentské řadě se zatím úřadujícím prezidentem nestal.   

### Historie
William Henry Harrison zemřel 4. dubna 1841, pouhý měsíc po své inauguraci, a stal se tak prvním prezidentem USA, který zemřel v úřadu. Jeho smrt vyvolala ústavní krizi kvůli nejednoznačnému ustanovení o nástupnictví prezidenta v ústavě: 
| „                                   | Bude-li prezident zbaven svého úřadu, zemře-li, odstoupí anebo se stane neschopným k výkonu svých práv a povinností, přechází jeho úřad na viceprezidenta; Kongres má učinit zákonná opatření pro tento případ, kdyby jak prezident, tak viceprezident nemohli pro výše uvedené okolnosti nadále zastávat úřad prezidenta, opatření, které by určilo, který státní funkcionář v tomto případě vykonává prezidentský úřad do té doby, než pominou překážky pro obvyklý výkon prezidentského úřadu nebo než bude zvolen nový prezident. | “ |
| — článek II, odstavec 1, odstavec 6 | |   |

Krátce po Harrisonově smrti se sešel jeho kabinet a rozhodl, že viceprezident John Tyler převezme odpovědnost za prezidentství pod titulem „Vice-prezident úřadující prezident“.  Nicméně namísto toho, aby přijal tento navrhovaný titul, prohlásil Tyler, že mu ústava dala plnou prezidentskou pravomoc a následně složil přísahu jako prezident. To vytvořilo kritický precedens pro řádný přechod moci po smrti prezidenta. Několik členů Kongresu (například bývalý prezident John Quincy Adams), tvrdili, že Tyler by měl být pouze dočasným lídrem vlády pod titulem “úřadující prezident”, anebo zůstat viceprezidentem, avšak Tyler zůstával po celou dobu rozhodný o svém nároku na titul prezidenta a ve svém odhodlání vykonávat plné pravomoci prezidenta. Tento precedens, byl následně uplatněn při sedmi případech smrti prezidenta, než byla prezidentská posloupnost zakotvena v ústavě prostřednictvím dvacátého pátého dodatku.
Přestože byl vytvořen precedens týkající se prezidentského nástupnictví v důsledku smrti prezidenta, otázky týkající se prezidentské „neschopnosti“ zůstaly nezodpovězeny, například co přesně představuje neschopnost, kdo určí existenci neschopnosti a zda se viceprezident stane prezidentem pro zbytek funkčního období či jen dočasně. Kvůli této nejasnosti pozdější viceprezidenti váhali s uplatněním vůdčí role v případech prezidentské neschopnosti. Zejména při dvou příležitostech byly operace výkonné moci ztíženy kvůli skutečnosti, že neexistoval žádný ústavní základ pro prohlášení, že prezident není schopen vykonávat úřad:
- 80 dní mezi postřelením prezidenta Jamese Garfielda v červenci 1881 a jeho smrtí v září téhož roku. Kongresmani naléhali na viceprezidenta Chestera Arthura, aby převzal prezidentské pravomoci, když byl prezident zdravotně neschopný, ale on to odmítl, protože se bál, že bude označen za uzurpátora. Vědom si toho, že je v choulostivé pozici a že každá jeho akce byla podrobena kontrole, zůstal po většinu léta v ústraní ve svém domově v New Yorku.[8]
- 17 měsíců od října 1919 do března 1921, poté, co prezident Woodrow Wilson utrpěl mrtvici. Téměř slepý a částečně ochrnutý strávil posledních měsíce svého prezidentství izolován v Bílém domě. Viceprezident Thomas R. Marshall, kabinet a národ byli několik měsíců udržováni v nevědomosti ohledně závažnosti prezidentovy nemoci první dámou Edith Wilsonovou, prezidentovou osobní lékařkou, a jeho sekretářkou. Marshall se přímo bál zeptat se na Wilsonovo zdraví nebo předsedat schůzím kabinetu.[9]

Pro řešení takovýchto situací byl přijat dvacátý pátý dodatek, navržený 89. kongresem a následně ratifikovaný federálními státy v roce 1967, který stanovil formální postupy pro řešení případů prezidentského postižení a nástupnictví. Pozice úřadujícího prezidenta je upravena oddíly 3 a 4:
| „              | 3. oddíl „Kdykoli prezident postoupí prozatímnímu předsedovi Senátu a předsedovi Sněmovny reprezentantů písemné prohlášení, že není způsobilý vykonávat pravomoci a povinnosti svého úřadu, a dokud jim nepředá písemné prohlášení o opaku, vykonává takové pravomoci a povinnosti viceprezident jako úřadující prezident.“ 4. oddíl „Kdykoli viceprezident a bud' většina vedoucích sekcí exekutivy, nebo jiného takového útvaru, který může Kongres zákonem zřídit, postoupí prozatímnímu předsedovi Senátu a předsedovi Sněmovny reprezentantů písemné prohlášení, že prezident není způsobilý vykonávat pravomoci a povinnosti svého úřadu, ujme se pravomocí a povinností úřadu viceprezident jako úřadující prezident.“ | “ |
| — XXV. dodatek | |   |

## Seznam
| Úřadující prezident        | Úřadující prezident           | zastávaný úřad  | období                             | strana | strana               | prezident      | důvod                         |
| -------------------------- | ----------------------------- | --------------- | ---------------------------------- | ------ | -------------------- | -------------- | ----------------------------- |
| Portrét George H. W. Bushe | George H. W. Bush (1924–2018) | viceprezident   | 13. července 1985 (11:28 – 19:22)  |        | Republikánská strana | Ronald Reagan  | vyšetření v celkové anestezii |
| Portrét Richarda Cheneyho  | Dick Cheney (* 1941)          | viceprezident   | 29. června 2002 (7:09 – 9:24)      |        | Republikánská strana | George W. Bush | vyšetření v celkové anestezii |
| Portrét Richarda Cheneyho  | Dick Cheney (* 1941)          | viceprezident   | 21. července 2007 (7:09 – 9:21)    |        | Republikánská strana | George W. Bush | vyšetření v celkové anestezii |
| Portrét Kamaly Harrisové   | Kamala Harrisová (* 1964)     | viceprezidentka | 19. listopadu 2021 (10:10 – 11:35) |        | Demokratická strana  | Joe Biden      | vyšetření v celkové anestezii |